# Enrique II de Brabante
Enrique II de Brabante (Neerlandés: Hendrik II van Brabant, Francés: Henri II de Brabant, Inglés: Henry II of Brabant, 1207 – Lovaina, 1 de febrero de 1248) fue duque de Brabante y de Lothier a la muerte de su padre Enrique I en 1235.
Siendo aún muy niño fue comprometido con María Hohenstaufen, hija de Felipe de Suabia, rey de Romanos enfrentado a Otón IV, que había sido elegido por la fracción güelfa. Sin embargo, a la muerte de Felipe de Suabia (1208), su padre se pasó al partido de Otón, entregándole a su hija María en matrimonio, y todavía en vida de este, prestó juramento de fidelidad a Federico II Hohenstaufen, rival de Otón, entregándole a Enrique como rehén en prenda de su promesa.
Desde 1221 aparece su firma en cartas y diplomas junto a la de su padre, y tras sucederle en 1235 dedicó todos sus esfuerzos a la administración y gobierno del ducado, evitando intervenir en conflictos externos. 
Tras la excomunión de Federico II en el Concilio de Lyon los partidarios del papado ofrecieron la corona imperial a Enrique, quien la rechazó, favoreciendo en su lugar la elección de su sobrino Guillermo de Holanda, coronado Rey de Romanos en 1247 por el partido güelfo.

## Descendientes
Casó con María de Suabia (1201–1235, Lovaina), hija de Felipe de Suabia e Irene Ángelo, con quien tuvo seis hijos:
1. Enrique III, duque de Brabante.
2. Felipe, que murió joven.
3. Matilde (1224 – 29 de septiembre de 1288), quien se casó:
  1. el 14 de junio de 1237 en Compiègne con Roberto I de Artois,
  2. el 31 de mayo de 1254 con Guido II de Châtillon, Conde de Saint Pol.
4. Beatriz (1225 – 11 de noviembre de 1288), quien se casó:
  1. el 10 de marzo de 1241 en Kreuzberg con Enrique Raspe, señor de Turingia;
  2. en noviembre de 1247 en Lovaina con Guillermo III de Dampierre, Conde de Flandes (1224 – 6 de junio de 1251).
5. María (1226 – 18 de enero de 1256, Donauwörth), quien se casó con Luis II, duque de Baviera. Fue decapitada por su marido bajo sospecha de infidelidad.
6. Margarita (Muerta el 14 de marzo de 1277), Abadesa de Herzogenthal.

En segundas nupcias estuvo casado con Sofía de Turingia (20 de marzo de 1224 – 29 de mayo de 1275), hija de Luis IV de Turingia e Isabel de Hungría, de quien tuvo dos hijos:
1. Enrique (1244–1308), quien fundó el señorío de Hesse en 1263.
2. Isabel (1243 – 9 de octubre de 1261), se casó el 13 de julio de 1254 en Braunschweig con Alberto I, duque de Brunswick-Lüneburg